# Cá hú
Cá hú (danh pháp hai phần: Pangasius conchophilus Roberts & Vidthayanon, 1991) là một loài cá nước ngọt, thuộc họ Cá tra (Pangasiidae) trong bộ Cá da trơn (Siluriformes), đây là một dạng cá sát bụng và là một trong một trong những loài cá nuôi kinh tế quan trọng của Việt Nam ở vùng đồng bằng sông Cửu Long. Cá hú được nuôi chủ yếu trong bè và có sản lượng khá cao, cá nuôi lớn nhanh, thịt ngon, béo và được người tiêu dùng ưa chuộng.

## Đặc điểm sinh học

### Cấu trúc cơ thể
Cá hú là loài cá da trơn (không vảy), thân trần, hình thoi, thon dài, hơi dẹp bên. Bụng thon, lườn bụng tròn. Mặt lưng của thân và đầu màu xám đen, bụng trắng xám (giống màu trắng sữa), nhìn xa thì thấy cá hú có màu xanh sẫm. Cuống đuôi thon, ngắn.
Các vây màu trắng trong, vây lưng đen nhạt, các tia vây lưng, vây hậu môn và vây bụng đều không kéo dài, chiều cao vây lưng ngắn hơn chiều dài đầu. Vây lưng và vây ngực có gai cứng. Lược mang trên cung mang thứ nhất có một hàng, dạng que ngắn (số lượng dao động trong khoảng 14 – 18 cái), xếp thưa nhau. Bóng hơi kín, nằm trong xoang bụng, có hai thuỳ: thuỳ trước to, thuỳ sau nhỏ.
Đầu cá hú to và có hình nón, dẹp bên. Phần trán giữa hai mắt rộng và cong lồi. Mắt tương đối nhỏ, hình bầu dục. Nằm lệch về phía dưới của đầu và trên góc miệng. Mõm nhọn, miệng dưới hơi rộng, hình vòng cung và không co duỗi, hàm trên nhô ra.
Răng hàm nhỏ, mịn. Răng vòm miệng có ba đám: một đám răng lá mía nằm ở giữa hình chữ nhật với bốn gốc bầu (chiều rộng phải – trái tương đương hai lần chiều dài trước sau), hai đám răng khẩu cái nằm ở hai bên đám răng lá mía. Đôi râu mép kéo dài qua gốc vây ngực, đôi râu hàm kéo dài đến gốc vây ngực (có hai đôi râu, râu hàm trên dài đến gốc vây ngực, râu hàm dưới ngắn hơn).

### Chế độ dinh dưỡng
Cá hú là loài cá ăn tạp nghiêng về các động vật như: động vật giáp xác, nhuyễn thể, côn trùng, động vật phiêu sinh và các loài cá sống đáy. Trong đó, giáp xác và nhuyển thể là hai loại thức ăn thường được cá hú tiêu hoá tốt. Cá hú rất ưa thích ăn các loài nhuyễn thể. Cấu tạo hệ tiêu hóa của chúng khá đặc biệt và thích hợp với việc bắt mồi dưới đáy bùn và tiêu hóa các loài có vỏ cứng. Miệng ở phía dưới đầu thích nghi với việc tìm thức ăn ở đáy, có hai râu mép tương đối dài dùng để tìm thức ăn. Răng nhỏ mịn và phân bố ở cả hàm trên và dưới có khả năng nghiền được các thức ăn có vỏ cứng.
Dạ dày của cá phình to hình chữ U và co giãn được, ruột cá ngắn, không gấp khúc lên nhau mà dính vào màng treo ruột ngay dưới bóng khí và tuyến sinh dục. Dạ dày to có vách khá dày, mặt trong có nếp gấp, ruột ngắn, tỷ lệ chiều dài ruột/chiều dài thân = 1,019 là đặc điểm của cá thiên về ăn động vật. Trong điều kiện thiếu thức ăn, cá có thể sử dụng các loại thức ăn bắt buộc khác như mùn bã hữu cơ, thức ăn có nguồn gốc động vật. Trong bè nuôi cá hú có khả năng thích nghi với nhiều loại thức ăn khác nhau do người cung cấp.

### Sinh trưởng
Cá hú còn nhỏ tăng nhanh về chiều dài. Trong tự nhiên, cá con vớt trên sông vào tháng 4 - 6 đã có chiều dài 13,4 - 18,6 cm. Cá ương trong ao sau hai tháng đạt chiều dài 8 – 10 cm. Từ khoảng 1,5 kg trở đi, mức tăng trọng lượng nhanh hơn so với tăng chiều dài cơ thể. Khi đạt đến một kích thước nhất định thì chiều dài thân hầu như ngừng tăng. Nuôi trong bè một năm cá đạt 0,8 - 1,2 kg/con. Độ béo của cá cao nhất ở những tháng cuối năm và thường giảm đi khi vào mùa sinh sản. Trong tự nhiên đã gặp cỡ cá có chiều dài thân 0,5 m.
Tuổi thành thục của cá là 2 tuổi, trọng lượng cá thành thục lần đầu từ 1 kg trở lên và kích cỡ lớn nhất là 120 cm. Trong tự nhiên chỉ gặp cá thành thục trên sông ở địa phận thuộc Campuchia và Thái Lan. Cá hú không có cơ quan sinh dục thứ cấp (sinh dục phụ), nên khó phân biệt được cá đực, cái khi nhìn hình dạng bên ngoài. Giai đoạn thành thục, phân biệt được đực cái khi kiểm tra trứng và tinh dịch. Hệ số thành thục của cá cái nuôi vỗ trong ao và bè từ 5 - 12 %. Mùa vụ thành thục của cá trong tự nhiên vào khoảng tháng 4 - 5 dương lịch, cá thường di cư đẻ tự nhiên trên những khúc sông thuộc địa phận giáp giới giữa Thái Lan và Lào. Cá đẻ trứng dính vào giá thể thường là rễ của các loài cây sống ven sông, sau khi nở cá bột theo dòng nước trôi về hạ nguồn.
Trong sinh sản nhân tạo, ta có thể nuôi thành thục và cho đẻ từ tháng 4 - 5 dương lịch. Sức sinh sản tuyệt đối (số trứng có trong buồng trứng) của cá hú trong sinh sản nhân tạo đạt 26.400 - 117.200 trứng, sức sinh sản tương đối trung bình 46.418 trứng/kg cá cái. Trứng cá hú tương đối nhỏ, đường kính lớn nhất lúc sắp sinh sản là 1 - 1,2 mm. Cá hú sinh sản vào mùa mưa. Đây là một trong những loài cá có tập tính di cư ngược dòng lên vùng trung lưu của sông Mê Kông ở khoảng biên giới Thái Lan và Lào để sinh sản khi mực nước và độ đục tăng lên. Cá con xuất hiện nhiều trên sông Tiền và sông Hậu thuộc địa phận tỉnh An Giang và Đồng Tháp vào cuối tháng 6 - đầu tháng 7 hàng năm.

## Môi trường sống và phân bố
Cá hú sống chủ yếu trong nước ngọt, có thể sống được ở vùng nước hơi lợ. Các thủy vực nước chảy như những con sông lớn, các nhánh sông và vùng đất ngập lũ ven sông ở vùng nước ngọt. Ví dụ: Borneo, Sumatra, Myanma, Thái Lan, Lào, Campuchia và đồng bằng sông Cửu Long của Việt Nam.

## Giá trị kinh tế
Cá có thịt ngon, cá hú từ lâu vẫn giữ một vị trí khiêm tốn sau hai loài cá tra và cá ba sa, nhưng vẫn mang một hương vị rất hấp dẫn trong món ăn hàng ngày của người dân. Đây là một trong những đối tượng nuôi bè quan trọng của người nông dân. Về chất lượng thịt, cá hú có nhiều đặc điểm giống với cá ba sa do thịt và mỡ có màu trắng nên có giá trị thương phẩm tương đối cao. Những năm gần đây nuôi các loài cá trong họ cá tra như cá tra, ba sa phát triển mạnh nhằm phục vụ nhu cầu tiêu thụ nội địa và nguyên liệu cho xuất khẩu. Đặc biệt từ khi Việt Nam hoàn toàn chủ động về sản xuất giống nhân tạo thì nghề nuôi càng ổn định và phát triển vượt bậc.

## Nghề nuôi cá ở Việt Nam

### Địa bàn tập trung nuôi
Vùng Đồng bằng sông Cửu long mỗi năm cung cấp một lượng cá hú hàng ngàn tấn từ các bè cá nuôi. Nghề nuôi cá hú trong bè vẫn chủ yếu tập trung ở vùng Châu Đốc, Tân châu (An Giang), Hồng ngự, Cao Lãnh (Đồng Tháp), Mỹ Tho (Tiền Giang),Hồng Ngự(Đồng Tháp). Hiện nay đã có nhiều địa phương khác cũng nuôi cá hú trong bè và cung cấp tại chỗ nguồn cá thịt đáng kể.
Nguồn giống cá hú trước đây hoàn toàn phụ thuộc vào vớt trong tự nhiên bằng câu hoặc các hình thức thu bắt cá giống khác để ương thành giống lớn và cung cấp cho các bè nuôi thịt. Từ năm 1999, Việt Nam đã chủ động sản xuất giống nhân tạo cá hú và từng bước cung cấp đủ cho nhu cầu nuôi ở các địa phương. Cá hú hiện đang có sản lượng nuôi bè đứng thứ ba sau cá tra và ba sa.

### Một số kĩ thuật nuôi
Bè nuôi cá thịt ở đồng bằng sông Cửu long hiện nay có nhiều kích cỡ khác nhau, từ nhỏ hơn 100m3 đến 500m3, cỡ lớn nhất khoảng 1.600 m3. Bè có khung bè bằng gỗ tốt; mặt bè có nắp đậy và nâng hạ được để cho cá ăn, kiểm tra và thu hoạch cá. Đầu bè đóng lưới kim loại để nước lưu thông. Đáy bè đóng ván kín có để khe hở nhỏ. Phao ghép bằng các thùng phuy, thùng nhựa. Bè được neo cố định và chắc chắn. Vị trí đặt bè thường chọn nơi tiện lợi cho nuôi cá và không làm cản trở giao thông, gần nơi cung cấp thức ăn, thuận tiện giao thông thủy bộ và buôn bán cá dễ dàng.
Các tỉnh đồng bằng sông Cửu long có thể thả giống nuôi quanh năm. Hiện nay chúng ta đã sản xuất đủ con giống nhân tạo, nên mùa vụ thả có thể chủ động theo khả năng nuôi của từng cơ sở. Cá thả nuôi phải khỏe mạnh, đồng cỡ, không có bệnh, không bị xây sát, dị hình. Trước khi thả cá phải tắm nước muối 2% để loại bỏ ký sinh trùng bám trên thân cá. Mật độ nuôi 80-120 con/m3 bè. Hiện nay đa số bè nuôi sử dụng thức ăn hỗn hợp tự chế biến, thức ăn tự chế biến dùng nguyên liệu địa phương và chế biến thức ăn tại bè và tận dụng được lao động trong gia đình.
Nguyên liệu chế biến thức ăn tự chế biến rất phong phú như cá tạp tươi, khô, bột cá, cám, tấm, bột hoặc xác củ mì, rau xanh, bánh dầu, ốc, cua.... Người nuôi phối trộn nguyên liệu đảm bảo đủ hàm lượng dinh dưỡng rồi nấu chín. Sau khi nấu chín, để nguội, thức ăn được đưa vào máy ép và cắt thành dạng sợi ngắn hoặc viên. Sau đó phơi cho se mặt cho cá ăn. Có thể trộn thêm premix khoáng và một số vitamin cần thiết.

## Một số ăn món từ cá hú

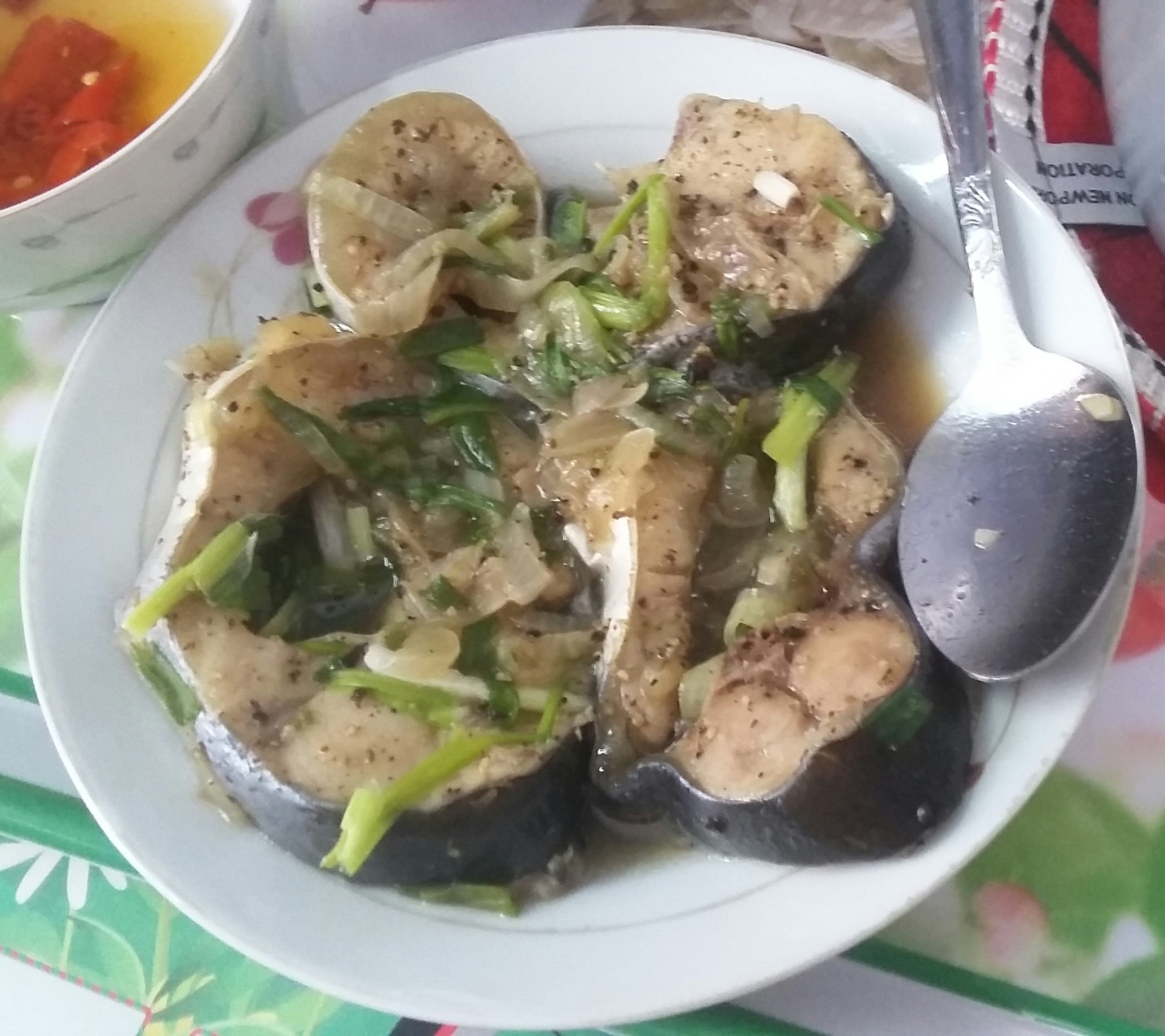
Một món cá hú kho

Do cá hú có giá trị dinh dưỡng cao, chất lượng thịt tốt và béo và không quá nhiều xương do vậy trong việc nội trợ dễ dàng chế biến. Ở Việt Nam mà đặc biệt là miền nam bộ, cá hú được chế biến thành những món ăn hấp dẫn như: Cá hú nấu canh chua, cá hú kho tiêu xanh, cá hú nấu măng chua, cá hú xốt tương.